# UEFA Champions League 2019/20

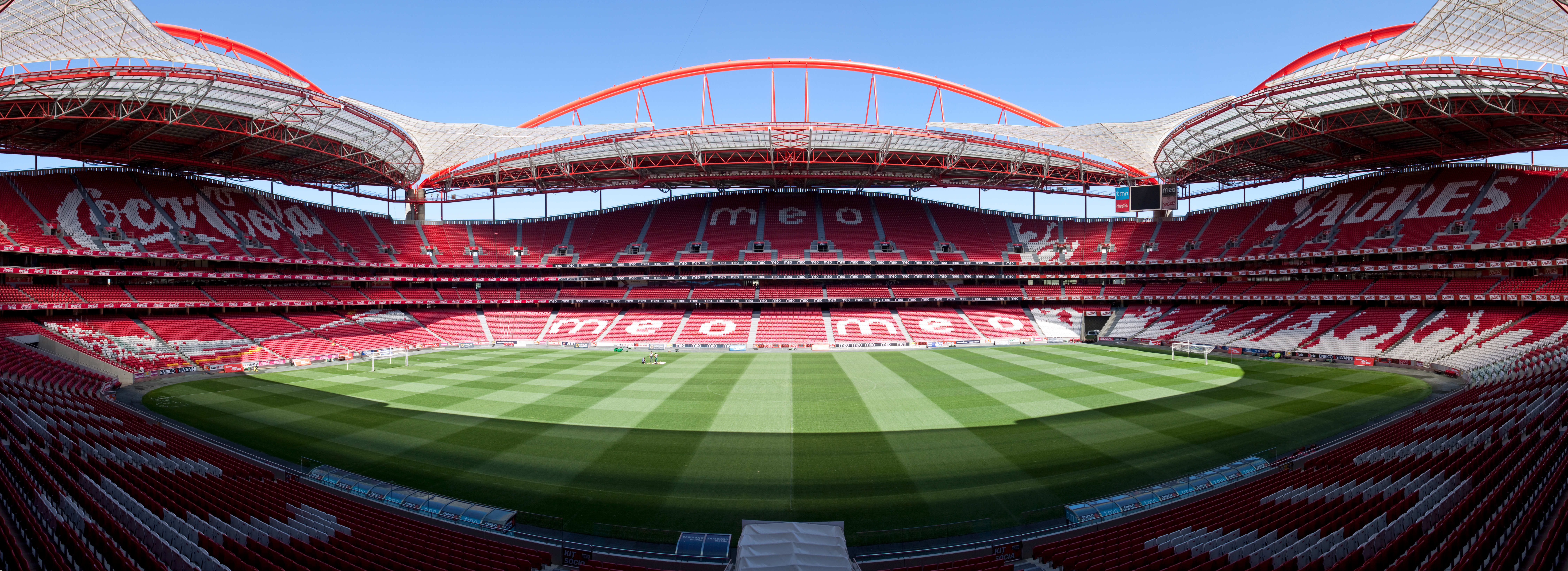
Im Estádio da Luz fand das Endspiel ohne Publikum statt.

Die UEFA Champions League 2019/20 war die 28. Spielzeit des wichtigsten europäischen Wettbewerbs für Vereinsmannschaften im Fußball unter dieser Bezeichnung und die 65. insgesamt. Am Wettbewerb nahmen 79 Klubs aus 54 Landesverbänden der UEFA teil. Liechtenstein stellte wie gehabt keinen Vertreter, da der dortige Fußballverband keine eigene Meisterschaft austrägt. Titelverteidiger war der FC Liverpool.
Die Saison begann mit der Vorrunde zur Qualifikation am 25. Juni 2019 und sollte ursprünglich mit dem Finale am 30. Mai 2020 im Istanbuler Atatürk-Olympiastadion enden.
Infolge der COVID-19-Pandemie wurde der Spielbetrieb Mitte März 2020 ausgesetzt. Die Hinspiele des Achtelfinales konnten noch mit Zuschauern ausgetragen werden. Die erste Hälfte der Rückspiele konnte noch ausgetragen werden, wenn auch teilweise ohne Zuschauer. Die zweite Hälfte der Rückspiele wurde (ebenso wie am 23. März auch die Finalspiele der Champions League und Europa League) auf zunächst unbestimmte Zeit verschoben. Im August 2020 fand ein Finalturnier in der portugiesischen Hauptstadt Lissabon statt. Als neuer Endspielort wurde das Estádio da Luz ausgewählt, wo am 23. August das Finale ausgetragen wurde.
Im Finale setzte sich der FC Bayern München mit 1:0 gegen Paris Saint-Germain durch. Der Finalsieg der Bayern brachte in zweierlei Hinsicht ein Novum: Zum einen traf erstmals in der Geschichte des Wettbewerbs mit Kingsley Coman ein Spieler im Finale gegen seinen ehemaligen Verein; zum anderen holte mit Bayern München erstmals eine Mannschaft in einer Champions-League-Saison ausschließlich Siege. Die Bayern qualifizierten sich als Sieger für den UEFA Super Cup 2020 und die FIFA-Klub-Weltmeisterschaft 2020.

## Termine
Die Auslosungen und Spielrunden fanden an folgenden Terminen statt:
| Phase         | Runde                  | Auslosung                | Hinspiel                                    | Rückspiel                                   |
| ------------- | ---------------------- | ------------------------ | ------------------------------------------- | ------------------------------------------- |
| Qualifikation | Vorrunde Halbfinale    | 11. Juni 2019            | 25. Juni 2019                               | 25. Juni 2019                               |
| Qualifikation | Vorrunde Finale        | 11. Juni 2019            | 28. Juni 2019                               | 28. Juni 2019                               |
| Qualifikation | 1. Qualifikationsrunde | 18. Juni 2019            | 9./10. Juli 2019                            | 16./17. Juli 2019                           |
| Qualifikation | 2. Qualifikationsrunde | 19. Juni 2019            | 23./24. Juli 2019                           | 30./31. Juli 2019                           |
| Qualifikation | 3. Qualifikationsrunde | 22. Juli 2019            | 6./7. August 2019                           | 13. August 2019                             |
| Play-off      | Play-off-Spiele        | 5. August 2019           | 20./21. August 2019                         | 27./28. August 2019                         |
| Gruppenphase  | 1. Spieltag            | 29. August 2019 (Monaco) | 17./18. September 2019                      | 17./18. September 2019                      |
| Gruppenphase  | 2. Spieltag            | 29. August 2019 (Monaco) | 1./2. Oktober 2019                          | 1./2. Oktober 2019                          |
| Gruppenphase  | 3. Spieltag            | 29. August 2019 (Monaco) | 22./23. Oktober 2019                        | 22./23. Oktober 2019                        |
| Gruppenphase  | 4. Spieltag            | 29. August 2019 (Monaco) | 5./6. November 2019                         | 5./6. November 2019                         |
| Gruppenphase  | 5. Spieltag            | 29. August 2019 (Monaco) | 26./27. November 2019                       | 26./27. November 2019                       |
| Gruppenphase  | 6. Spieltag            | 29. August 2019 (Monaco) | 10./11. Dezember 2019                       | 10./11. Dezember 2019                       |
| K.-o.-Runde   | Achtelfinale           | 16. Dezember 2019        | 18.–26. Februar 2020                        | 10./11. März & 7./8. August 2020            |
| K.-o.-Runde   | Viertelfinale          | 10. Juli 2020            | 12.–15. August 2020                         | 12.–15. August 2020                         |
| K.-o.-Runde   | Halbfinale             | 10. Juli 2020            | 18./19. August 2020                         | 18./19. August 2020                         |
| K.-o.-Runde   | Finale                 |                          | 23. August 2020 im Estádio da Luz, Lissabon | 23. August 2020 im Estádio da Luz, Lissabon |

## Qualifikation
Die Einteilung in die einzelnen Qualifikationsrunden bestimmt sich nach der Zugangsliste der UEFA. Die Reihenfolge der Verbände bestimmt sich hierbei nach den Verbandskoeffizienten der UEFA-Fünfjahreswertung 2017/2018. Da sich die für die Champions League qualifizierten Titelverteidiger des Vorjahres bereits über die nationalen Wettbewerbe qualifiziert haben, kommt es zu nachträglichen Verschiebungen in der veröffentlichten Zugangsliste.
Gesetzt sind die Teams mit dem höheren Klub-Koeffizienten der UEFA-Fünfjahreswertung 2018/19. Bei gleichem Klub-Koeffizienten bestimmt sich die Reihenfolge nach den von den Teams erzielten Wertungspunkten der Vorsaison bzw. der weiteren Vorjahre. Soweit zum Zeitpunkt der Auslosung der jeweiligen Qualifikationsrunde die vorhergehende Runde noch nicht abgeschlossen ist, wird für die Setzliste der höhere Wert der beiden Teams der jeweils ausstehenden Spielpaarungen angesetzt.

### Vorrunde
Die Vorrunde fand in einem kleinen Ausscheidungsturnier statt. Gastgeber war der Kosovo. Die Auslosung für die Vorrunde fand am 11. Juni 2019 statt, am 25. Juni wurde die Halbfinalrunde und am 28. Juni 2019 die Endrunde im Fadil-Vokrri-Stadion in Pristina ausgetragen.
Die drei Verlierer wechselten in die zweite Qualifikationsrunde (Champions-Weg) der UEFA Europa League 2019/20, der Gewinner in die 1. Qualifikationsrunde der UEFA Champions League 2019/20.

#### Halbfinale
Folgende Paarungen wurden für das Halbfinale der Vorqualifikation ausgelost:
|               | Ergebnis |                     |
| ------------- | -------- | ------------------- |
| KF Feronikeli | 1:0      | Lincoln Red Imps FC |
| SP Tre Penne  | 0:1      | FC Santa Coloma     |

#### Finale
|               | Ergebnis |                 |
| ------------- | -------- | --------------- |
| KF Feronikeli | 2:1      | FC Santa Coloma |

### 1. Qualifikationsrunde
An der 1. Qualifikationsrunde nahmen 32 Mannschaften teil. Unterlegene Mannschaften wechselten in die zweite Qualifikationsrunde (Champions-Weg) der UEFA Europa League 2019/20, die Gewinner in die 2. Qualifikationsrunde der UEFA Champions League 2019/20.
Auslosung: 18. Juni 2019 in Nyon

Hinspiele: 9. und 10. Juli 2019

Rückspiele: 16. und 17. Juli 2019
Folgende Paarungen wurden für die erste Qualifikationsrunde ausgelost:
|                      | Gesamt          |                        | Hinspiel | Rückspiel |
| -------------------- | --------------- | ---------------------- | -------- | --------- |
| FC Nõmme Kalju       | (a)2:2(a)       | KF Shkëndija           | 0:1      | 2:1       |
| Sūduva Marijampolė   | 1:2             | FK Roter Stern Belgrad | 0:0      | 1:2       |
| FC Ararat-Armenia    | 3:4             | AIK Solna              | 2:1      | 1:3       |
| FK Astana            | 2:3             | CFR Cluj               | 1:0      | 1:3       |
| Ferencváros Budapest | 5:3             | Ludogorez Rasgrad      | 2:1      | 3:2       |
| FK Partizani Tirana  | 0:2             | Qarabağ Ağdam          | 0:0      | 0:2       |
| ŠK Slovan Bratislava | 2:2 (2:3 i. E.) | FK Sutjeska Nikšić     | 1:1      | 1:1 n. V. |
| FK Sarajevo          | 2:5             | Celtic Glasgow         | 1:3      | 1:2       |
| Sheriff Tiraspol     | 3:4             | FC Saburtalo Tiflis    | 0:3      | 3:1       |
| F91 Düdelingen       | (a)3:3(a)       | FC Valletta            | 2:2      | 1:1       |
| Linfield FC          | 0:6             | Rosenborg Trondheim    | 0:2      | 0:4       |
| Valur Reykjavík      | 0:5             | NK Maribor             | 0:3      | 0:2       |
| Dundalk FC           | 0:0 (5:4 i. E.) | Riga FC                | 0:0      | 0:0 n. V. |
| The New Saints FC    | 3:2             | KF Feronikeli          | 2:2      | 1:0       |
| HJK Helsinki         | 5:2             | HB Tórshavn            | 3:0      | 2:2       |
| BATE Baryssau        | 3:2             | Piast Gliwice          | 1:1      | 2:1       |

### 2. Qualifikationsrunde
Ab der zweiten Qualifikationsrunde gab es zwei getrennte Lostöpfe: nationale Meister wurden nur gegen andere nationale Meister gelost, wogegen „Verfolger“, also zweit- oder drittplatzierte Vereine nur gegen andere „Verfolger“ gelost wurden.
Auslosung: 19. Juni 2019 in Nyon

Hinspiele: 23. und 24. Juli 2019

Rückspiele: 30. und 31. Juli 2019

#### Champions-Weg
Am Champions-Weg der 2. Qualifikationsrunde nahmen 20 Mannschaften teil. Unterlegene Mannschaften wechselten in die dritte Qualifikationsrunde (Champions-Weg) der UEFA Europa League 2019/20, die Gewinner in die dritte Qualifikationsrunde der UEFA Champions League 2019/20.
Folgende Paarungen wurden für die zweite Qualifikationsrunde ausgelost:
|                        | Gesamt    |                     | Hinspiel | Rückspiel |
| ---------------------- | --------- | ------------------- | -------- | --------- |
| CFR Cluj               | 3:2       | Maccabi Tel Aviv    | 1:0      | 2:2       |
| BATE Baryssau          | 2:3       | Rosenborg Trondheim | 2:1      | 0:2       |
| The New Saints FC      | 0:3       | FC Kopenhagen       | 0:2      | 0:1       |
| Ferencváros Budapest   | 4:2       | FC Valletta         | 3:1      | 1:1       |
| Dundalk FC             | 1:4       | Qarabağ Ağdam       | 1:1      | 0:3       |
| FC Saburtalo Tiflis    | 0:5       | Dinamo Zagreb       | 0:2      | 0:3       |
| Celtic Glasgow         | 7:0       | FC Nõmme Kalju      | 5:0      | 2:0       |
| FK Roter Stern Belgrad | 3:2       | HJK Helsinki        | 2:0      | 1:2       |
| FK Sutjeska Nikšić     | 0:4       | APOEL Nikosia       | 0:1      | 0:3       |
| NK Maribor             | (a)4:4(a) | AIK Solna           | 2:1      | 2:3 n. V. |

#### Platzierungsweg
Vier Mannschaften nahmen am Platzierungsweg der 2. Qualifikationsrunde teil. Unterlegene Mannschaften wechselten in die dritte Qualifikationsrunde (Pokalsieger- und Verfolgerweg) der UEFA Europa League 2019/20, die Gewinner in die dritte Qualifikationsrunde der UEFA Champions League 2019/20.
Folgende Paarungen wurden für die zweite Qualifikationsrunde ausgelost:
|                 | Gesamt    |                   | Hinspiel | Rückspiel |
| --------------- | --------- | ----------------- | -------- | --------- |
| Viktoria Pilsen | 0:4       | Olympiakos Piräus | 0:0      | 0:4       |
| PSV Eindhoven   | (a)4:4(a) | FC Basel          | 3:2      | 1:2       |

### 3. Qualifikationsrunde
Auslosung: 22. Juli 2019 in Nyon

Hinspiele: 6. und 7. August 2019

Rückspiele: 13. August 2019

#### Champions-Weg
Zwölf Mannschaften nahmen am Champions-Weg der 3. Qualifikationsrunde teil. Unterlegene Mannschaften wechselten in die Play-offs (Champions-Weg) der UEFA Europa League 2019/20, die Gewinner in die Play-offs der UEFA Champions League 2019/20.
Folgende Paarungen wurden für die dritte Qualifikationsrunde ausgelost:
|                        | Gesamt          |                      | Hinspiel | Rückspiel |
| ---------------------- | --------------- | -------------------- | -------- | --------- |
| CFR Cluj               | 5:4             | Celtic Glasgow       | 1:1      | 4:3       |
| APOEL Nikosia          | 3:2             | Qarabağ Ağdam        | 1:2      | 2:0       |
| PAOK Thessaloniki      | 4:5             | Ajax Amsterdam       | 2:2      | 2:3       |
| Dinamo Zagreb          | 5:1             | Ferencváros Budapest | 1:1      | 4:0       |
| FK Roter Stern Belgrad | 2:2 (7:6 i. E.) | FC Kopenhagen        | 1:1      | 1:1 n. V. |
| NK Maribor             | 2:6             | Rosenborg Trondheim  | 1:3      | 1:3       |

#### Platzierungsweg
Acht Mannschaften nahmen am Platzierungsweg der 3. Qualifikationsrunde teil. Unterlegene Mannschaften wechselten in die Gruppenphase der UEFA Europa League 2019/20, die Gewinner in die Play-offs der UEFA Champions League 2019/20.
Folgende Paarungen wurden für die dritte Qualifikationsrunde ausgelost:
|                        | Gesamt    |                   | Hinspiel | Rückspiel |
| ---------------------- | --------- | ----------------- | -------- | --------- |
| Istanbul Başakşehir FK | 0:3       | Olympiakos Piräus | 0:1      | 0:2       |
| FK Krasnodar           | (a)3:3(a) | FC Porto          | 0:1      | 3:2       |
| FC Brügge              | 4:3       | Dynamo Kiew       | 1:0      | 3:3       |
| FC Basel               | 2:5       | LASK              | 1:2      | 1:3       |

### Play-offs
Auslosung: 5. August 2019 in Nyon

Hinspiele: 20. und 21. August 2019

Rückspiele: 27. und 28. August 2019
Die vierte und letzte Qualifikationsrunde wird zwecks besserer Vermarktungschancen „Play-offs“ genannt. Ab dieser Runde werden sämtliche Spiele zentral von der UEFA vermarktet, um höhere Medien-Aufmerksamkeit und damit steigende Werbeeinnahmen zu generieren. Unterlegene Mannschaften treten in der Gruppenphase der UEFA Europa League 2019/20 an.
Folgende Paarungen wurden für die Play-offs ausgelost:

#### Champions-Weg
|                | Gesamt    |                        | Hinspiel | Rückspiel |
| -------------- | --------- | ---------------------- | -------- | --------- |
| Dinamo Zagreb  | 3:1       | Rosenborg Trondheim    | 2:0      | 1:1       |
| CFR Cluj       | 0:2       | Slavia Prag            | 0:1      | 0:1       |
| BSC Young Boys | (a)3:3(a) | FK Roter Stern Belgrad | 2:2      | 1:1       |
| APOEL Nikosia  | 0:2       | Ajax Amsterdam         | 0:0      | 0:2       |

#### Platzierungsweg
|                   | Gesamt |              | Hinspiel | Rückspiel |
| ----------------- | ------ | ------------ | -------- | --------- |
| LASK              | 1:3    | FC Brügge    | 0:1      | 1:2       |
| Olympiakos Piräus | 6:1    | FK Krasnodar | 4:0      | 2:1       |

## Gruppenphase
Der Titelverteidiger der UEFA Champions League und der UEFA Europa League sowie die Meister der Ligen von Platz 1 bis 6 der UEFA-Fünfjahreswertung wurden unabhängig von ihrem Klub-Koeffizienten aus dem Lostopf 1 gelost, alle anderen Mannschaften ihrem Klub-Koeffizienten gemäß von den drei weiteren Lostöpfen.
Die Auslosung fand am 29. August 2019 in Monaco statt.
An der Gruppenphase nahmen 32 Teams aus 16 Landesverbänden teil. 26 Teams waren direkt qualifiziert, dazu kamen noch sechs Vereine (vier über den Champions-Weg und zwei über den Platzierungsweg) aus den Qualifikationsrunden.
Die Gruppensieger und -zweiten qualifizierten sich für das Achtelfinale, die Gruppendritten spielten im Sechzehntelfinale der UEFA Europa League weiter. Bei Punktgleichheit zweier oder mehrerer Mannschaften nach den Gruppenspielen wurde die Platzierung durch folgende Kriterien ermittelt:
1. Anzahl Punkte im direkten Vergleich
2. Tordifferenz im direkten Vergleich
3. Anzahl Tore im direkten Vergleich
4. Anzahl Auswärtstore im direkten Vergleich
5. Wenn nach Anwenden der Kriterien 1–4 zwei oder mehr Mannschaften immer noch den gleichen Tabellenplatz belegen, werden für diese Teams die Kriterien 1–4 erneut angewendet. Sollte dies zu keiner definitiven Platzierung führen, werden die Kriterien 6–12 angewendet.
6. Tordifferenz aus allen Gruppenspielen
7. höhere Anzahl erzielter Tore
8. höhere Anzahl erzielter Auswärtstore
9. höhere Anzahl Siege
10. höhere Anzahl Auswärtssiege
11. niedrigere Anzahl Minuspunkte durch Gelbe und Rote Karten (Gelbe Karte 1 Minuspunkt, Rote Karte 3 Minuspunkte, Gelb-Rote Karte 3 Minuspunkte)
12. Klub-Koeffizienten

### Gruppe A
| Pl. | Verein               | Sp. | S | U | N | Tore    | Diff. | Punkte |
| --- | -------------------- | --- | - | - | - | ------- | ----- | ------ |
| 1.  | Paris Saint-Germain  | 6   | 5 | 1 | 0 | 017:200 | +15   | 16     |
| 2.  | Real Madrid          | 6   | 3 | 2 | 1 | 014:800 | +6    | 11     |
| 3.  | FC Brügge            | 6   | 0 | 3 | 3 | 004:120 | −8    | 03     |
| 4.  | Galatasaray Istanbul | 6   | 0 | 2 | 4 | 001:140 | −13   | 02     |

| 18. September 2019   |     |                                                   |
| FC Brügge            | 0:0 | Galatasaray Istanbul \| Jan-Breydel-Stadion       |
| Paris Saint-Germain  | 3:0 | Real Madrid \| Parc des Princes                   |
| 1. Oktober 2019      |     |                                                   |
| Real Madrid          | 2:2 | FC Brügge \| Estadio Santiago Bernabéu            |
| Galatasaray Istanbul | 0:1 | Paris Saint-Germain \| Türk Telekom Stadyumu      |
| 22. Oktober 2019     |     |                                                   |
| FC Brügge            | 0:5 | Paris Saint-Germain \| Jan-Breydel-Stadion        |
| Galatasaray Istanbul | 0:1 | Real Madrid \| Türk Telekom Stadyumu              |
| 6. November 2019     |     |                                                   |
| Paris Saint-Germain  | 1:0 | FC Brügge \| Parc des Princes                     |
| Real Madrid          | 6:0 | Galatasaray Istanbul \| Estadio Santiago Bernabéu |
| 26. November 2019    |     |                                                   |
| Galatasaray Istanbul | 1:1 | FC Brügge \| Türk Telekom Stadyumu                |
| Real Madrid          | 2:2 | Paris Saint-Germain \| Estadio Santiago Bernabéu  |
| 11. Dezember 2019    |     |                                                   |
| FC Brügge            | 1:3 | Real Madrid \| Jan-Breydel-Stadion                |
| Paris Saint-Germain  | 5:0 | Galatasaray Istanbul \| Parc des Princes          |

### Gruppe B
| Pl. | Verein                 | Sp. | S | U | N | Tore    | Diff. | Punkte |
| --- | ---------------------- | --- | - | - | - | ------- | ----- | ------ |
| 1.  | FC Bayern München      | 6   | 6 | 0 | 0 | 024:500 | +19   | 18     |
| 2.  | Tottenham Hotspur      | 6   | 3 | 1 | 2 | 018:140 | +4    | 10     |
| 3.  | Olympiakos Piräus      | 6   | 1 | 1 | 4 | 008:140 | −6    | 04     |
| 4.  | FK Roter Stern Belgrad | 6   | 1 | 0 | 5 | 003:200 | −17   | 03     |

| 18. September 2019     |     |                                                     |
| Olympiakos Piräus      | 2:2 | Tottenham Hotspur \| Karaiskakis-Stadion            |
| FC Bayern München      | 3:0 | FK Roter Stern Belgrad \| Allianz Arena             |
| 1. Oktober 2019        |     |                                                     |
| Tottenham Hotspur      | 2:7 | FC Bayern München \| Tottenham Hotspur Stadium      |
| FK Roter Stern Belgrad | 3:1 | Olympiakos Piräus \|Stadion Rajko Mitić             |
| 22. Oktober 2019       |     |                                                     |
| Tottenham Hotspur      | 5:0 | FK Roter Stern Belgrad \| Tottenham Hotspur Stadium |
| Olympiakos Piräus      | 2:3 | FC Bayern München \| Karaiskakis-Stadion            |
| 6. November 2019       |     |                                                     |
| FC Bayern München      | 2:0 | Olympiakos Piräus \| Allianz Arena                  |
| FK Roter Stern Belgrad | 0:4 | Tottenham Hotspur \| Stadion Rajko Mitić            |
| 26. November 2019      |     |                                                     |
| Tottenham Hotspur      | 4:2 | Olympiakos Piräus \| Tottenham Hotspur Stadium      |
| FK Roter Stern Belgrad | 0:6 | FC Bayern München \| Stadion Rajko Mitić            |
| 11. Dezember 2019      |     |                                                     |
| FC Bayern München      | 3:1 | Tottenham Hotspur \| Allianz Arena                  |
| Olympiakos Piräus      | 1:0 | FK Roter Stern Belgrad \|Karaiskakis-Stadion        |

Mit sechs Siegen und +19 Toren stellte Bayern München einen neuen Rekord in der Gruppenphase auf.

### Gruppe C
| Pl. | Verein           | Sp. | S | U | N | Tore    | Diff. | Punkte |
| --- | ---------------- | --- | - | - | - | ------- | ----- | ------ |
| 1.  | Manchester City  | 6   | 4 | 2 | 0 | 016:400 | +12   | 14     |
| 2.  | Atalanta Bergamo | 6   | 2 | 1 | 3 | 008:120 | −4    | 07     |
| 3.  | Schachtar Donezk | 6   | 1 | 3 | 2 | 008:130 | −5    | 06     |
| 4.  | Dinamo Zagreb    | 6   | 1 | 2 | 3 | 010:130 | −3    | 05     |

| 18. September 2019 |     |                                                |
| Schachtar Donezk   | 0:3 | Manchester City \| Metalist-Stadion            |
| Dinamo Zagreb      | 4:0 | Atalanta Bergamo \| Stadion Maksimir           |
| 1. Oktober 2019    |     |                                                |
| Atalanta Bergamo   | 1:2 | Schachtar Donezk \| San Siro (Mailand)         |
| Manchester City    | 2:0 | Dinamo Zagreb \| City of Manchester Stadium    |
| 22. Oktober 2019   |     |                                                |
| Schachtar Donezk   | 2:2 | Dinamo Zagreb \| Metalist-Stadion              |
| Manchester City    | 5:1 | Atalanta Bergamo \| City of Manchester Stadium |
| 6. November 2019   |     |                                                |
| Dinamo Zagreb      | 3:3 | Schachtar Donezk \| Stadion Maksimir           |
| Atalanta Bergamo   | 1:1 | Manchester City \| San Siro (Mailand)          |
| 26. November 2019  |     |                                                |
| Manchester City    | 1:1 | Schachtar Donezk \| City of Manchester Stadium |
| Atalanta Bergamo   | 2:0 | Dinamo Zagreb \| San Siro (Mailand)            |
| 11. Dezember 2019  |     |                                                |
| Schachtar Donezk   | 0:3 | Atalanta Bergamo \| Metalist-Stadion           |
| Dinamo Zagreb      | 1:4 | Manchester City \| Stadion Maksimir            |

### Gruppe D
| Pl. | Verein              | Sp. | S | U | N | Tore    | Diff. | Punkte |
| --- | ------------------- | --- | - | - | - | ------- | ----- | ------ |
| 1.  | Juventus Turin      | 6   | 5 | 1 | 0 | 012:400 | +8    | 16     |
| 2.  | Atlético Madrid     | 6   | 3 | 1 | 2 | 008:500 | +3    | 10     |
| 3.  | Bayer 04 Leverkusen | 6   | 2 | 0 | 4 | 005:900 | −4    | 06     |
| 4.  | Lokomotive Moskau   | 6   | 1 | 0 | 5 | 004:110 | −7    | 03     |

| 18. September 2019  |     |                                              |
| Atlético Madrid     | 2:2 | Juventus Turin \| Estadio Metropolitano      |
| Bayer 04 Leverkusen | 1:2 | Lokomotive Moskau \| BayArena                |
| 1. Oktober 2019     |     |                                              |
| Juventus Turin      | 3:0 | Bayer 04 Leverkusen \| Juventus Stadium      |
| Lokomotive Moskau   | 0:2 | Atlético Madrid \| RŽD-Arena                 |
| 22. Oktober 2019    |     |                                              |
| Atlético Madrid     | 1:0 | Bayer 04 Leverkusen \| Estadio Metropolitano |
| Juventus Turin      | 2:1 | Lokomotive Moskau \| Juventus Stadium        |
| 6. November 2019    |     |                                              |
| Lokomotive Moskau   | 1:2 | Juventus Turin \| RŽD-Arena                  |
| Bayer 04 Leverkusen | 2:1 | Atlético Madrid \| BayArena                  |
| 26. November 2019   |     |                                              |
| Lokomotive Moskau   | 0:2 | Bayer 04 Leverkusen \| RŽD-Arena             |
| Juventus Turin      | 1:0 | Atlético Madrid \| Juventus Stadium          |
| 11. Dezember 2019   |     |                                              |
| Atlético Madrid     | 2:0 | Lokomotive Moskau \| Estadio Metropolitano   |
| Bayer 04 Leverkusen | 0:2 | Juventus Turin \| BayArena                   |

### Gruppe E
| Pl. | Verein       | Sp. | S | U | N | Tore    | Diff. | Punkte |
| --- | ------------ | --- | - | - | - | ------- | ----- | ------ |
| 1.  | FC Liverpool | 6   | 4 | 1 | 1 | 013:800 | +5    | 13     |
| 2.  | SSC Neapel   | 6   | 3 | 3 | 0 | 011:400 | +7    | 12     |
| 3.  | FC Salzburg  | 6   | 2 | 1 | 3 | 016:130 | +3    | 07     |
| 4.  | KRC Genk     | 6   | 0 | 1 | 5 | 005:200 | −15   | 01     |

| 17. September 2019 |     |                                  |
| SSC Neapel         | 2:0 | FC Liverpool \| Stadio San Paolo |
| FC Salzburg        | 6:2 | KRC Genk \| Salzburg Arena       |
| 2. Oktober 2019    |     |                                  |
| KRC Genk           | 0:0 | SSC Neapel \| Luminus Arena      |
| FC Liverpool       | 4:3 | FC Salzburg \| Anfield           |
| 23. Oktober 2019   |     |                                  |
| FC Salzburg        | 2:3 | SSC Neapel \| Salzburg Arena     |
| KRC Genk           | 1:4 | FC Liverpool \| Luminus Arena    |
| 5. November 2019   |     |                                  |
| SSC Neapel         | 1:1 | FC Salzburg \| Stadio San Paolo  |
| FC Liverpool       | 2:1 | KRC Genk \| Anfield              |
| 27. November 2019  |     |                                  |
| FC Liverpool       | 1:1 | SSC Neapel \| Anfield            |
| KRC Genk           | 1:4 | FC Salzburg \| Luminus Arena     |
| 10. Dezember 2019  |     |                                  |
| FC Salzburg        | 0:2 | FC Liverpool \| Salzburg Arena   |
| SSC Neapel         | 4:0 | KRC Genk \| Stadio San Paolo     |

### Gruppe F
| Pl. | Verein            | Sp. | S | U | N | Tore    | Diff. | Punkte |
| --- | ----------------- | --- | - | - | - | ------- | ----- | ------ |
| 1.  | FC Barcelona      | 6   | 4 | 2 | 0 | 009:400 | +5    | 14     |
| 2.  | Borussia Dortmund | 6   | 3 | 1 | 2 | 008:800 | ±0    | 10     |
| 3.  | Inter Mailand     | 6   | 2 | 1 | 3 | 010:900 | +1    | 07     |
| 4.  | Slavia Prag       | 6   | 0 | 2 | 4 | 004:100 | −6    | 02     |

| 17. September 2019 |     |                                   |
| Inter Mailand      | 1:1 | Slavia Prag \| San Siro           |
| Borussia Dortmund  | 0:0 | FC Barcelona \| Westfalenstadion  |
| 2. Oktober 2019    |     |                                   |
| Slavia Prag        | 0:2 | Borussia Dortmund \| Eden Arena   |
| FC Barcelona       | 2:1 | Inter Mailand \| Nou Camp         |
| 23. Oktober 2019   |     |                                   |
| Inter Mailand      | 2:0 | Borussia Dortmund \| San Siro     |
| Slavia Prag        | 1:2 | FC Barcelona \| Eden Arena        |
| 5. November 2019   |     |                                   |
| FC Barcelona       | 0:0 | Slavia Prag \| Nou Camp           |
| Borussia Dortmund  | 3:2 | Inter Mailand \| Westfalenstadion |
| 27. November 2019  |     |                                   |
| FC Barcelona       | 3:1 | Borussia Dortmund \| Nou Camp     |
| Slavia Prag        | 1:3 | Inter Mailand \| Eden Arena       |
| 10. Dezember 2019  |     |                                   |
| Borussia Dortmund  | 2:1 | Slavia Prag \| Westfalenstadion   |
| Inter Mailand      | 1:2 | FC Barcelona \| San Siro          |

### Gruppe G
| Pl. | Verein               | Sp. | S | U | N | Tore    | Diff. | Punkte |
| --- | -------------------- | --- | - | - | - | ------- | ----- | ------ |
| 1.  | RB Leipzig           | 6   | 3 | 2 | 1 | 010:800 | +2    | 11     |
| 2.  | Olympique Lyon       | 6   | 2 | 2 | 2 | 009:800 | +1    | 08     |
| 3.  | Benfica Lissabon     | 6   | 2 | 1 | 3 | 010:110 | −1    | 07     |
| 4.  | Zenit St. Petersburg | 6   | 2 | 1 | 3 | 007:900 | −2    | 07     |

| 17. September 2019   |     |                                                 |
| Olympique Lyon       | 1:1 | Zenit St. Petersburg \| Parc Olympique Lyonnais |
| Benfica Lissabon     | 1:2 | RB Leipzig \| Estádio da Luz                    |
| 2. Oktober 2019      |     |                                                 |
| Zenit St. Petersburg | 3:1 | Benfica Lissabon \| Krestowski-Stadion          |
| RB Leipzig           | 0:2 | Olympique Lyon \| RB-Arena                      |
| 23. Oktober 2019     |     |                                                 |
| RB Leipzig           | 2:1 | Zenit St. Petersburg \| RB-Arena                |
| Benfica Lissabon     | 2:1 | Olympique Lyon \| Estádio da Luz                |
| 5. November 2019     |     |                                                 |
| Zenit St. Petersburg | 0:2 | RB Leipzig \| Krestowski-Stadion                |
| Olympique Lyon       | 3:1 | Benfica Lissabon \| Parc Olympique Lyonnais     |
| 27. November 2019    |     |                                                 |
| Zenit St. Petersburg | 2:0 | Olympique Lyon \| Krestowski-Stadion            |
| RB Leipzig           | 2:2 | Benfica Lissabon \| RB-Arena                    |
| 10. Dezember 2019    |     |                                                 |
| Benfica Lissabon     | 3:0 | Zenit St. Petersburg \| Estádio da Luz          |
| Olympique Lyon       | 2:2 | RB Leipzig \| Parc Olympique Lyonnais           |

### Gruppe H
| Pl. | Verein         | Sp. | S | U | N | Tore    | Diff. | Punkte |
| --- | -------------- | --- | - | - | - | ------- | ----- | ------ |
| 1.  | FC Valencia    | 6   | 3 | 2 | 1 | 009:700 | +2    | 11     |
| 2.  | FC Chelsea     | 6   | 3 | 2 | 1 | 011:900 | +2    | 11     |
| 3.  | Ajax Amsterdam | 6   | 3 | 1 | 2 | 012:600 | +6    | 10     |
| 4.  | OSC Lille      | 6   | 0 | 1 | 5 | 004:140 | −10   | 01     |

| 17. September 2019 |     |                                       |
| FC Chelsea         | 0:1 | FC Valencia \| Stamford Bridge        |
| Ajax Amsterdam     | 3:0 | Lille OSC \| Johan-Cruyff-Arena       |
| 2. Oktober 2019    |     |                                       |
| FC Valencia        | 0:3 | Ajax Amsterdam \| Estadio Mestalla    |
| Lille OSC          | 1:2 | FC Chelsea \| Stade Pierre-Mauroy     |
| 23. Oktober 2019   |     |                                       |
| Ajax Amsterdam     | 0:1 | FC Chelsea \| Johan-Cruyff-Arena      |
| Lille OSC          | 1:1 | FC Valencia \| Stade Pierre-Mauroy    |
| 5. November 2019   |     |                                       |
| FC Chelsea         | 4:4 | Ajax Amsterdam \| Stamford Bridge     |
| FC Valencia        | 4:1 | Lille OSC \| Estadio Mestalla         |
| 27. November 2019  |     |                                       |
| FC Valencia        | 2:2 | FC Chelsea \| Estadio Mestalla        |
| Lille OSC          | 0:2 | Ajax Amsterdam \| Stade Pierre-Mauroy |
| 10. Dezember 2019  |     |                                       |
| FC Chelsea         | 2:1 | Lille OSC \| Stamford Bridge          |
| Ajax Amsterdam     | 0:1 | FC Valencia \| Johan-Cruyff-Arena     |

## K.-o.-Phase

### Achtelfinale
Für das Achtelfinale wurden am 16. Dezember 2019 in Nyon acht Paarungen je eines Gruppenzweiten und eines Gruppensiegers ausgelost, wobei die Gruppensieger das Hinspiel auswärts bestreiten. Mannschaften eines Landesverbandes sowie vorherige Gegner in der Gruppenphase durften einander nicht zugelost werden. Die Hinspiele fanden am 18. und 19. sowie 25. und 26. Februar 2020 statt, die Rückspiele waren für den 10. und 11. sowie den 17. und 18. März 2020 angesetzt.
Qualifiziert hatten sich je vier englische und spanische, je drei deutsche und italienische sowie zwei französische Mannschaften. Der englische wie der spanische Landesverband brachten alle Mannschaften weiter, bei den anderen drei Verbänden schied jeweils ein Verein aus.
Aufgrund der COVID-19-Pandemie fanden die Rückspiele FC Valencia gegen Atalanta Bergamo und Paris Saint-Germain gegen Borussia Dortmund unter Ausschluss von Zuschauern statt. Dieselbe Maßnahme war für weitere Rückspiele angekündigt. Am 12. März 2020 verlegte die UEFA die Achtelfinal-Rückspiele zwischen Manchester City und Real Madrid sowie Olympique Lyon und Juventus Turin, am Tag darauf auch die beiden übrigen Rückspiele auf zunächst unbestimmte Zeit. Diese Spiele wurden am 7. und 8. August 2020 nachgeholt.
| Gruppenzweiter    | Gesamt    | Gruppensieger       | Hinspiel | Rückspiel |
| ----------------- | --------- | ------------------- | -------- | --------- |
| Borussia Dortmund | 2:3       | Paris Saint-Germain | 2:1      | 0:2       |
| Atlético Madrid   | 4:2       | FC Liverpool        | 1:0      | 3:2 n. V. |
| Atalanta Bergamo  | 8:4       | FC Valencia         | 4:1      | 4:3       |
| Tottenham Hotspur | 0:4       | RB Leipzig          | 0:1      | 0:3       |
| SSC Neapel        | 2:4       | FC Barcelona        | 1:1      | 1:3       |
| FC Chelsea        | 1:7       | FC Bayern München   | 0:3      | 1:4       |
| Real Madrid       | 2:4       | Manchester City     | 1:2      | 1:2       |
| Olympique Lyon    | (a)2:2(a) | Juventus Turin      | 1:0      | 1:2       |

### Finalturnier
Aufgrund der COVID-19-Pandemie wurde der Wettbewerb mit einem Finalturnier im Zeitraum vom 12. bis 23. August 2020 an einem neutralen Ort fortgesetzt. Nunmehr wurden die Viertel- und die Halbfinalspiele, wie auch traditionell das Finale, in nur einer Partie an neutralem Spielort, d. h. ohne Rückspiel, entschieden.
Der Verband entschied sich für die portugiesische Hauptstadt Lissabon mit dem Estádio da Luz und dem Estádio José Alvalade XXI. Der ursprüngliche Endspielort Istanbul sollte 2021 das Finale ausrichten, auch alle weiteren bereits feststehenden zukünftigen Finalgastgeber wurden um eine Saison verschoben.
Neuzugänge, die ab dem 1. Juli 2020 zu einem Verein wechseln oder von einer Leihe zurückkehren, waren für die Achtelfinal-Rückspiele und das Finalturnier nicht spielberechtigt. Bei Spielern, deren Verträge zum 30. Juni 2020 auslaufen oder bei denen ein Vereinswechsel geplant ist, musste die Spielberechtigung zwischen allen Parteien individuell geklärt werden.

#### Viertelfinale
Die Auslosung für das Viertel- und Halbfinale sollte ursprünglich am 20. März 2020 in Nyon stattfinden, wurde aber wegen der COVID-19-Pandemie zunächst auf unbestimmte Zeit verschoben. Die Auslosung der Viertelfinal- und Halbfinalpartien fand nun am 10. Juli 2020 statt. Generell war die Viertelfinalauslosung ohne Beschränkungen, d. h., es gab keine gesetzten Klubs, und auch Vereine aus einem Verband konnten aufeinandertreffen.
Die Hinspiele sollten ursprünglich am 7. und 8. April stattfinden, die Rückspiele am 14. und 15. April 2020. Die Viertelfinalpartien wurden nun aber vom 12. bis zum 15. August 2020 in einem Spiel ausgetragen.
|                  | Ergebnis |                     |
| ---------------- | -------- | ------------------- |
| Atalanta Bergamo | 1:2      | Paris Saint-Germain |
| RB Leipzig       | 2:1      | Atlético Madrid     |
| FC Barcelona     | 2:8      | FC Bayern München   |
| Manchester City  | 1:3      | Olympique Lyon      |

#### Halbfinale
Die Auslosung der Halbfinalpartien fand gemeinsam mit der der Viertelfinalspiele am 10. Juli 2020 statt. Die Hinspiele sollten ursprünglich am 28. und 29. April stattfinden, die Rückspiele am 5. und 6. Mai 2020. Wie das Viertelfinale wurde nun auch das Halbfinale in einem Spiel ausgetragen, die Spiele fanden am 18. und am 19. August 2020 statt.
|                | Ergebnis |                     |
| -------------- | -------- | ------------------- |
| RB Leipzig     | 0:3      | Paris Saint-Germain |
| Olympique Lyon | 0:3      | FC Bayern München   |

#### Finale
Das Finale fand am 23. August 2020 im Estádio da Luz in Lissabon statt. Es sollte ursprünglich am 30. Mai im Istanbuler Atatürk-Olympiastadion durchgeführt werden.
| Paris Saint-Germain                            | Paris Saint-Germain | FC Bayern München | FC Bayern München | Aufstellung                                             |
| ---------------------------------------------- | --- | --- | ----------------- | ------------------------------------------------------- |
| Paris Saint-Germain                            | \| 23. August 2020 in Lissabon (Estádio da Luz) \| \| Ergebnis: 0:1 (0:0) \| \| Zuschauer: Unter Ausschluss der Öffentlichkeit \| \| Schiedsrichter: Daniele Orsato ( Italien) 1 \| \| Spielbericht \|                                                                                                 | \| 23. August 2020 in Lissabon (Estádio da Luz) \| \| Ergebnis: 0:1 (0:0) \| \| Zuschauer: Unter Ausschluss der Öffentlichkeit \| \| Schiedsrichter: Daniele Orsato ( Italien) 1 \| \| Spielbericht \|                                                                              | FC Bayern München | Aufstellung Paris Saint-Germain gegen FC Bayern München |
| Paris Saint-Germain                            | Keylor Navas – Thilo Kehrer, Thiago Silva , Presnel Kimpembe, Juan Bernat (81. Layvin Kurzawa) – Ander Herrera (72. Julian Draxler), Marquinhos, Leandro Paredes (65. Marco Verratti) – Ángel Di María (80. Eric Maxim Choupo-Moting), Neymar, Kylian Mbappé Cheftrainer: Thomas Tuchel ( Deutschland) | Manuel Neuer – Joshua Kimmich, Jérôme Boateng (25. Niklas Süle), David Alaba, Alphonso Davies – Leon Goretzka, Thiago (86. Corentin Tolisso) – Serge Gnabry (68. Philippe Coutinho), Thomas Müller, Kingsley Coman (68. Ivan Perišić) – Robert Lewandowski Cheftrainer: Hansi Flick | FC Bayern München | Aufstellung Paris Saint-Germain gegen FC Bayern München |
| Paris Saint-Germain                            | 0:1 Kingsley Coman (59.) | | FC Bayern München | Aufstellung Paris Saint-Germain gegen FC Bayern München |
| Paris Saint-Germain                            | Leandro Paredes (52.), Neymar (81.), Thiago Silva (83.), Layvin Kurzawa (85.) | Alphonso Davies (28.), Serge Gnabry (52.), Niklas Süle (56.), Thomas Müller (90.+4') | FC Bayern München | Aufstellung Paris Saint-Germain gegen FC Bayern München |
| Paris Saint-Germain                            | Spieler des Spiels: Kingsley Coman (FC Bayern München) | | FC Bayern München | Aufstellung Paris Saint-Germain gegen FC Bayern München |
| 23. August 2020 in Lissabon (Estádio da Luz)   | | |                   |                                                         |
| Ergebnis: 0:1 (0:0)                            | | |                   |                                                         |
| Zuschauer: Unter Ausschluss der Öffentlichkeit | | |                   |                                                         |
| Schiedsrichter: Daniele Orsato ( Italien) 1    | | |                   |                                                         |
| Spielbericht                                   | | |                   |                                                         |

## Beste Torschützen
Nachfolgend sind die besten Torschützen der Champions-League-Saison (ohne die Qualifikationsrunden) aufgeführt. Die Sortierung erfolgt analog zur UEFA-Torschützenliste nach Anzahl der Tore, bei gleicher Trefferzahl werden diese Spieler nach Anzahl der Torvorlagen und danach nach Einsatzzeit sortiert.
| Rang | Spieler            | Klub                                  | Tore |
| ---- | ------------------ | ------------------------------------- | ---- |
| 1    | Robert Lewandowski | FC Bayern München                     | 150  |
| 2    | Erling Haaland     | FC Salzburg (8) Borussia Dortmund (2) | 100  |
| 3    | Serge Gnabry       | FC Bayern München                     | 9    |
| 4    | Gabriel Jesus      | Manchester City                       | 6    |
|      | Raheem Sterling    | Manchester City                       | 6    |
|      | Dries Mertens      | SSC Neapel                            | 6    |
|      | Harry Kane         | Tottenham Hotspur                     | 6    |
|      | Memphis Depay      | Olympique Lyon                        | 6    |
| 9    | Kylian Mbappé      | Paris Saint-Germain                   | 5    |
|      | Luis Suárez        | FC Barcelona                          | 5    |
|      | Heung-Min Son      | Tottenham Hotspur                     | 5    |
|      | Karim Benzema      | Real Madrid                           | 5    |
|      | Lautaro Martínez   | Inter Mailand                         | 5    |
|      | Mauro Icardi       | Paris Saint-Germain                   | 5    |
|      | Josip Iličić       | Atalanta Bergamo                      | 5    |

## Eingesetzte Spieler FC Bayern München
| FC Bayern München | |
| FC Bayern München | - Tor: Manuel Neuer (11/–) - Abwehr: Jérôme Boateng (9/–); David Alaba (8/–); Alphonso Davies (8/–); Benjamin Pavard (8/–); Niklas Süle (6/–); Lucas Hernández (3/–); Álvaro Odriozola (1/–) - Mittelfeld: Philippe Coutinho (11/3); Joshua Kimmich (11/2); Thomas Müller (10/4); Corentin Tolisso (10/3); Thiago (10/–); Leon Goretzka (8/1); Javi Martínez (7/–) - Angriff: Robert Lewandowski (10/15); Serge Gnabry (10/9); Ivan Perišić (10/3); Kingsley Coman (9/3); Joshua Zirkzee (1/–) - Trainer: Hansi Flick (4. Gruppenspiel bis Finale); Niko Kovač (1.–3. Gruppenspiel) |

## Besonderheiten
- Infolge der COVID-19-Pandemie wurde der Spielbetrieb Mitte März 2020 ausgesetzt. Die Hinspiele des Achtelfinales konnten noch mit Zuschauern ausgetragen werden. Die erste Hälfte der Rückspiele konnte noch ausgetragen werden, wenn auch teilweise ohne Zuschauer. Die zweite Hälfte der Rückspiele wurde (ebenso wie am 23. März auch die Finalspiele der Champions League und Europa League) auf zunächst unbestimmte Zeit verschoben.[16][17] Im August 2020 fand ab dem Viertelfinale ein Finalturnier in der portugiesischen Hauptstadt Lissabon mit nur je einem K.-o.-Spiel (ähnlich wie bei einer WM) statt.[18]
- Durch das ab dem Viertelfinale auf K.-o.-Spiele reduzierte Turnier kamen die Finalteilnehmer auf 11 gespielte Spiele statt der sonst üblichen 13.
- Mit dem FC Bayern München gewann ein Klub erstmals alle Spiele einer UEFA-Champions-League-Saison (11).[19]
- Mit einer Quote von 3,91 stellte der FC Bayern München die höchste Torquote pro Spiel in der Champions League, sowie den höchsten Sieg (8:2 gegen den FC Barcelona im Viertelfinale) in einem Champions-League-K.-o.-Spiel (sonst üblicherweise ausschließlich das Finale) auf.[20]
- Im Achtelfinale standen gemessen an der UEFA-Fünfjahreswertung erstmals nur Teams aus den besten fünf Ligen (Spanien, England, Italien, Deutschland und Frankreich).
- Zum ersten Mal standen im Halbfinale zwei französische Vereine.
- Im Halbfinale standen zudem zum ersten Mal keine Vereine aus Spanien, Italien oder England.
- Erstmals standen mit Hansi Flick (FC Bayern München), Julian Nagelsmann (RB Leipzig) und Thomas Tuchel (Paris Saint-Germain) drei Trainer eines Landes (Deutschland) im Halbfinale.
- Alle Trainer, einschließlich Rudi Garcia (Olympique Lyon), standen erstmals in ihrer Karriere im Halbfinale der UEFA Champions League.
- Julian Nagelsmann ist der jüngste Halbfinal-Trainer der Champions-League-Geschichte.
- Paris Saint-Germain stand erstmals in der Clubhistorie im Finale der UEFA Champions League, wobei erstmals seit 2004 wieder ein Team aus der Ligue 1 das Endspiel erreichte.
- Kingsley Coman war der erste Spieler in der Geschichte des Wettbewerbs, der im Finale gegen einen ehemaligen Verein (Paris Saint-Germain) traf.[21] Das Tor war zudem das 500. Tor des FC Bayern München in der UEFA Champions League.[22]
- Am 14. August 2020 im Champions-League-Viertelfinale gegen den FC Barcelona überbot Thomas Müller den deutschen Einsatzrekord von Philipp Lahm mit nun 113. Das Spiel endete mit 8:2 für die Bayern, wobei Müller selbst zwei Tore erzielte und ein weiteres auflegte. Nie zuvor hatte eine Mannschaft gegen den FC Barcelona vier Tore in der ersten Halbzeit erzielt. Auch acht Treffer in einem K.-o.-Spiel der Champions League gab es zuvor nie. Zudem war es das torreichste Viertelfinale überhaupt.[23][24]
- Mit dem FC Bayern München stand erstmals seit 2012/13 wieder ein deutsches Team im Finale der UEFA Champions League.
- Das Finale wurde auf Grundlage des Rundfunkstaatsvertrages, nach dem „Medienereignisse hoher gesellschaftlicher Relevanz“ bei Teilnahme eines deutschen Vereins live im Free-TV zu sehen sein müssen, im ZDF übertragen; kommentiert von Béla Réthy.[25]

## Schiedsrichter
Die 119 Spiele wurden von Schiedsrichtern aus 22 UEFA-Mitgliedsverbänden geleitet. Das Finale pfiff der Italiener Daniele Orsato.
| Name                    | Geboren       | Land         | Spiele |      |     |   | Anmerkung              |
| ----------------------- | ------------- | ------------ | ------ | ---- | --- | - | ---------------------- |
| Deniz Aytekin           | 21. Juli 1978 | Deutschland  | 1      | 5    | 1   | 0 |                        |
| Benoît Bastien          | 17. Apr. 1983 | Frankreich   | 2      | 6    | 1   | 0 |                        |
| Felix Brych             | 3. Aug. 1975  | Deutschland  | 5      | 13   | 3   | 0 |                        |
| Ruddy Buquet            | 29. Jan. 1977 | Frankreich   | 2      | 8    | 0   | 0 |                        |
| Cüneyt Çakır            | 23. Nov. 1976 | Türkei       | 4      | 16   | 0   | 0 |                        |
| Carlos del Cerro Grande | 13. März 1976 | Spanien      | 5      | 15   | 0   | 0 |                        |
| William Collum          | 18. Jan. 1979 | Schottland   | 1      | 2    | 0   | 0 |                        |
| Artur Dias              | 14. Juli 1979 | Portugal     | 3      | 5    | 0   | 0 |                        |
| Andreas Ekberg          | 2. Jan. 1985  | Schweden     | 1      | 2    | 0   | 0 |                        |
| Mattias Gestranius      | 7. Juni 1978  | Finnland     | 1      | 3    | 0   | 0 |                        |
| Jesús Gil Manzano       | 4. Feb. 1984  | Spanien      | 3      | 10   | 0   | 0 |                        |
| Serdar Gözübüyük        | 29. Okt. 1985 | Niederlande  | 1      | 5    | 0   | 0 |                        |
| Orel Grinfeld           | 21. Aug. 1981 | Israel       | 3      | 12   | 1   | 0 |                        |
| Marco Guida             | 7. Juni 1981  | Italien      | 1      | 1    | 0   | 0 |                        |
| Ovidiu Hațegan          | 14. Juli 1980 | Rumänien     | 6      | 16   | 0   | 0 |                        |
| Srđan Jovanović         | 9. Apr. 1986  | Serbien      | 1      | 2    | 0   | 0 |                        |
| Georgi Kabakov          | 22. Feb. 1986 | Bulgarien    | 2      | 8    | 1   | 0 |                        |
| Sergei Karassjow        | 12. Juni 1979 | Russland     | 3      | 15   | 1   | 0 |                        |
| Viktor Kassai           | 10. Sep. 1975 | Ungarn       | 1      | 3    | 0   | 0 |                        |
| István Kovács           | 16. Sep. 1984 | Rumänien     | 2      | 10   | 0   | 0 |                        |
| Ivan Kružliak           | 16. Aug. 1977 | Slowakei     | 3      | 14   | 2   | 0 |                        |
| Björn Kuipers           | 28. März 1973 | Niederlande  | 5      | 15   | 0   | 0 |                        |
| Aleksey Kulbakov        | 27. Dez. 1979 | Belarus      | 2      | 9    | 0   | 1 |                        |
| Robert Madden           | 25. Okt. 1978 | Schottland   | 3      | 11   | 0   | 0 |                        |
| Danny Makkelie          | 28. Jan. 1983 | Niederlande  | 6      | 19   | 0   | 0 |                        |
| Szymon Marciniak        | 7. Jan. 1981  | Polen        | 5      | 20   | 0   | 0 |                        |
| Antonio Mateu Lahoz     | 12. März 1977 | Spanien      | 5      | 23   | 1   | 0 |                        |
| Michael Oliver          | 20. Feb. 1985 | England      | 4      | 19   | 0   | 0 |                        |
| Daniele Orsato          | 23. Nov. 1975 | Italien      | 6      | 40   | 0   | 1 | Leiter des Finalspiels |
| Ali Palabıyık           | 14. Aug. 1981 | Türkei       | 1      | 1    | 0   | 0 |                        |
| Paweł Raczkowski        | 10. Mai 1983  | Polen        | 2      | 2    | 0   | 0 |                        |
| Gianluca Rocchi         | 25. Aug. 1973 | Italien      | 3      | 7    | 5   | 0 |                        |
| Anastasios Sidiropoulos | 9. Aug. 1979  | Griechenland | 3      | 10   | 0   | 0 |                        |
| Daniel Siebert          | 4. Mai 1984   | Deutschland  | 1      | 5    | 0   | 0 |                        |
| Damir Skomina           | 5. Aug. 1976  | Slowenien    | 3      | 18   | 0   | 1 |                        |
| Tobias Stieler          | 2. Juli 1981  | Deutschland  | 2      | 13   | 0   | 0 |                        |
| Anthony Taylor          | 20. Okt. 1978 | England      | 6      | 36   | 0   | 1 |                        |
| Clément Turpin          | 16. Mai 1982  | Frankreich   | 5      | 21   | 0   | 2 |                        |
| Slavko Vinčić           | 25. Nov. 1979 | Slowenien    | 3      | 8    | 0   | 0 |                        |
| Felix Zwayer            | 19. Mai 1981  | Deutschland  | 5      | 32   | 0   | 1 |                        |
| Gesamt:                 | Gesamt:       | Gesamt:      | 1190   | 4830 | 130 | 7 |                        |
| Stand: nach Saisonende  |               |              |        |      |     |   |                        |